# Mistrovství světa juniorů v atletice
Mistrovství světa juniorů v atletice (dříve oficiálně:IAAF World Junior Championships in Athletics, nyní IAAF World U20 Championships) je mezinárodní atletický šampionát sportovců do devatenácti let. Pořádá ho mezinárodní asociace atletických federací od roku 1986 každé dva roky.

## Přehled šampionátů
| N° | Ročník   | Město           | Země        | Datum konání                | Link |
| -- | -------- | --------------- | ----------- | --------------------------- | ---- |
| 1  | MSJ 1986 | Atény           | Řecko       | 16. červenec - 20. červenec | zde  |
| 2  | MSJ 1988 | Greater Sudbury | Kanada      | 27. červenec - 31. červenec | zde  |
| 3  | MSJ 1990 | Plovdiv         | Bulharsko   | 8. srpen - 12. srpen        | zde  |
| 4  | MSJ 1992 | Soul            | Jižní Korea | 16. září - 20. září         | zde  |
| 5  | MSJ 1994 | Lisabon         | Portugalsko | 20. červenec - 24. červenec | zde  |
| 6  | MSJ 1996 | Sydney          | Austrálie   | 20. srpen - 25. srpen       | zde  |
| 7  | MSJ 1998 | Annecy          | Francie     | 28. červenec - 2. srpen     | zde  |
| 8  | MSJ 2000 | Santiago        | Chile       | 17. říjen - 22. říjen       | zde  |
| 9  | MSJ 2002 | Kingston        | Jamajka     | 16. červenec - 21. červenec | zde  |
| 10 | MSJ 2004 | Grosseto        | Itálie      | 12. červenec - 18. červenec | zde  |
| 11 | MSJ 2006 | Peking          | Čína        | 15. srpen - 20. srpen       | zde  |
| 12 | MSJ 2008 | Bydhošť         | Polsko      | 8. červenec - 13. červenec  | zde  |
| 13 | MSJ 2010 | Moncton         | Kanada      | 19. červenec - 25. červenec | zde  |
| 14 | MSJ 2012 | Barcelona       | Španělsko   | 10. červenec - 15. červenec | zde  |
| 15 | MSJ 2014 | Eugene          | USA         | 22. červenec - 27. červenec | zde  |
| 16 | MSJ 2016 | Bydhošť1        | Polsko      | 19. červenec - 24. červenec | zde  |
| 17 | MSJ 2018 | Tampere         | Finsko      | 10. červenec - 15. červenec | zde  |
| 18 | MSJ 2021 | Nairobi         | Keňa        | 17. srpen - 22. srpen       | zde  |
| 19 | MSJ 2022 | Cali            | Kolumbie    | 2. srpen - 7. srpen         | zde  |
| 20 | MSJ 2024 | Lima            | Peru        | 26. srpen - 31. srpen       | zde  |

1 Původně to měl pořádat Kazaň, Rusko, ale kvůli dopingové aféře Ruska, bylo pozastaveno zúčastnit se a pořádat události do té doby, než se všechno vyšetří.

### Muži
| Disciplína                 | Výkon                | Atlet                                                                        | Místo          |
| -------------------------- | -------------------- | ---------------------------------------------------------------------------- | -------------- |
| Běh na 100 m               | 9,91 (+0.8 m/s)      | Letsile Tebogo                                                               | 2022 Cali      |
| Běh na 200 m               | 19,96 (-1.0 m/s)     | Letsile Tebogo                                                               | 2022 Cali      |
| Běh na 200 m               | 19,96 (-1.0 m/s)     | Blessing Afrifah                                                             | 2022 Cali      |
| Běh na 400 m               | 44,58                | Anthony Pesela                                                               | 2021 Nairobi   |
| Běh na 800 m               | 1:43,76              | Emmanuel Wanyonyi                                                            | 2021 Nairobi   |
| Běh na 1500 m              | 3:35,53              | Abdalaati Iguider                                                            | 2004 Grosseto  |
| Běh na 3000 m              | 7:42,09              | Tadese Worku                                                                 | 2021 Nairobi   |
| Běh na 5000 m              | 13:08,57             | Abreham Cherkos                                                              | 2008 Bydhošť   |
| Běh na 10000 m             | 27: 21.08            | Rhonex Kipruto                                                               | 2018 Tampere   |
| Běh na 110 m překážek      | 12,72 (+1.0 m/s) WJR | Sasha Zhoya                                                                  | 2021 Nairobi   |
| Běh na 400 m překážek      | 48,51                | Kerron Clement                                                               | 2004 Grosseto  |
| Běh na 3000 m překážek     | 8:06,10              | Conseslus Kipruto                                                            | 2012 Barcelona |
| Skok do výšky              | 237 cm WJR           | Dragutin Topić                                                               | 1990 Plovdiv   |
| Skok do výšky              | 237 cm WJR           | Steve Smith                                                                  | 1992 Soul      |
| Skok o tyči                | 5,82 m               | Armand Duplantis                                                             | 2018 Tampere   |
| Skok daleký                | 8,20 m               | James Stallworth                                                             | 1990 Plovdiv   |
| Trojskok                   | 17,27 m (0,0 m / s)  | Jaydon Hibbert                                                               | 2022 Cali      |
| Vrh koulí (6 kg)           | 22,20 m              | Jacko Gill                                                                   | 2012 Barcelona |
| Hod diskem (1.75 kg)       | 69,81 m              | Mykolas Alekna                                                               | 2021 Nairobi   |
| Hod kladivem (6 kg)        | 85,57 m WJR          | Ashraf Amgad Elseify                                                         | 2012 Barcelona |
| Hod oštěpem                | 86,48 m WJR          | Níradž Čopra                                                                 | 2016 Bydgoszcz |
| Desetiboj                  | 8190 bodů            | Ashley Moloney                                                               | 2018 Tampere   |
| Chůze na 10000 m (silnice) | 39:27,19             | Daisuke Matsunaga                                                            | 2014 Eugene    |
| Štafeta 4×100 m            | 38,66 WJR            | Mihlali Xhotyeni Sinesipho Dambile Letlhogonolo Moleyane Benjamin Richardson | 2021 Nairobi   |
| Štafeta 4×400 m            | 3:01,09 WJR          | Brandon Johnson LaShawn Merritt Jason Craig Kerron Clement                   | 2004 Grosseto  |

### Ženy
| Disciplína               | Výkon            | Atletka                                                                      | Místo                |
| ------------------------ | ---------------- | ---------------------------------------------------------------------------- | -------------------- |
| Běh na 100 m             | 10,95 (-0.1 m/s) | Tina Claytonová                                                              | 2022 Cali            |
| Běh na 200 m             | 21,84 (+1.1 m/s) | Christine Mbomaová                                                           | 2021 Nairobi         |
| Běh na 400 m             | 50,50            | Ashley Spencerová                                                            | 2012 Barcelona       |
| Běh na 800 m             | 1:59,13          | Roisin Willisová                                                             | 2022 Cali            |
| Běh na 1500 m            | 4:04,27          | Birke Haylomová                                                              | 2022 Cali            |
| Běh na 3000 m            | 8:41,76          | Beyenu Degefa                                                                | 2016 Bydgoszcz       |
| Běh na 5000 m            | 15:08,06         | Genzebe Dibabaová                                                            | 2010 Moncton         |
| Běh na 100 m překážek    | 12,77 (+0.2 m/s) | Kerrica Hillová                                                              | 2022 Cali            |
| Běh na 400 m překážek    | 54,70            | Lashinda Demusová                                                            | 2002 Kingston        |
| Běh na 3000 m překážek   | 9:12,78          | Celliphine Chepteek Chespolová                                               | 2018 Tampere         |
| Skok do výšky            | 200 cm           | Alina Astafeiová                                                             | 1988 Greater Sudbury |
| Skok o tyči              | 4,55 m           | Angelica Moserová                                                            | 2016 Bydgoszcz       |
| Skok daleký              | 6,82 m           | Fiona Mayová                                                                 | 1988 Greater Sudbury |
| Trojskok                 | 14,62 m WJR      | Tereza Marinovová                                                            | 1996 Sydney          |
| Vrh koulí                | 18,76 m          | Čcheng Siao-jen                                                              | 1994 Lisabon         |
| Hod diskem               | 68,24 m          | Ilke Wyluddaová                                                              | 1988 Greater Sudbury |
| Hod kladivem             | 71,64 m          | Silja Kosonenová                                                             | 2021 Nairobi         |
| Hod oštěpem              | 63,52 m          | Adriana Vilagošová                                                           | 2022 Cali            |
| Sedmiboj                 | 6470 bodů        | Carolina Klüftová                                                            | 2002 Kingston        |
| Chůze na 10000 m (dráha) | 42:47,25 WJR     | Anežka Drahotová                                                             | 2014 Eugene          |
| Štafeta 4×100 m          | 42,59            | Serena Coleová Tina Claytonová Kerrica Hillová Tia Claytonová                | 2022 Cali            |
| Štafeta 4×400 m          | 3:27,60 WJR      | Alexandria Andersonová Ashlee Kiddová Stephanie Smithová Natasha Hastingsová | 2004 Grosseto        |

## Čeští medailisté
| Rok      | Atlet                | Disciplína     | Výkon      | Zlato         | Stříbro          | Bronz            |
| -------- | -------------------- | -------------- | ---------- | ------------- | ---------------- | ---------------- |
| MSJ 1986 | Ivo Krsek (ČSSR)     | Skok daleký    | 7,87 m     |               | Stříbrná medaile |                  |
| MSJ 1988 | Robert Změlík (ČSSR) | Desetiboj      | 7 659 bodů |               | Stříbrná medaile |                  |
| MSJ 1992 | Marek Bílek (ČSSR)   | Hod diskem     | 54,86      |               |                  | Bronzová medaile |
| MSJ 1994 | Hana Benešová        | 400 m          | 52,60      |               |                  | Bronzová medaile |
| MSJ 1996 | Svatoslav Ton        | Skok do výšky  | 221 cm     |               | Stříbrná medaile |                  |
| MSJ 1996 | Hana Doleželová      | Sedmiboj       | 5 504 bodů |               |                  | Bronzová medaile |
| MSJ 1998 | Adam Ptáček          | Skok o tyči    | 520 cm     |               |                  | Bronzová medaile |
| MSJ 2000 | Jarmila Klimešová    | Hod oštěpem    | 54,82 m    | Zlatá medaile |                  |                  |
| MSJ 2004 | Denisa Ščerbová      | Skok daleký    | 661 cm     | Zlatá medaile |                  |                  |
| MSJ 2004 | Zuzana Hejnová       | 400 m př.      | 57,44      |               | Stříbrná medaile |                  |
| MSJ 2008 | Kateřina Šafránková  | Hod kladivem   | 63,13 m    |               | Stříbrná medaile |                  |
| MSJ 2014 | Anežka Drahotová     | chůze na 10 km | 42:47,25   | Zlatá medaile |                  |                  |
| MSJ 2014 | Jiří Sýkora          | Desetiboj      | 8135 bodů  | Zlatá medaile |                  |                  |
| MSJ 2014 | Michaela Hrubá       | Skok do výšky  | 191 cm     |               | Stříbrná medaile |                  |
| MSJ 2016 | Michaela Hrubá       | Skok do výšky  | 191 cm     | Zlatá medaile |                  |                  |
| MSJ 2018 | Amálie Švábíková     | Skok o tyči    | 451 cm     | Zlatá medaile |                  |                  |
| MSJ 2021 | Jan Doležálek        | Hod kladivem   | 77,83 m    | Zlatá medaile |                  |                  |
| MSJ 2021 | František Doubek     | Desetiboj      | 8169 bodů  | Zlatá medaile |                  |                  |
| MSJ 2021 | Eliška Martínková    | chůze na 10 km | 47:46,28   |               |                  | Bronzová medaile |